# Juliana Awada
Juliana Awada (n. 3 d'abril de 1974, Buenos Aires, Argentina) és una empresària tèxtil argentina, cèlebre per ser la tercera esposa de l'empresari i president argentí Mauricio Macri. Des del 10 desembre 2015 és la Primera Dama Argentina.

## Biografia
Juliana va néixer a Buenos Aires el 3 d'abril de 1974, sent filla d'Abraham Awada, un immigrant libanès musulmà oriünd de Baalbek, i d'Elsa Esther «Pomi» Baker, filla d'immigrants sirians també musulmans. És germana dels també empresaris Zoraida i Daniel Awada -aquest últim ja separat de l'empresa familiar-, de l'actor Alejandro Awada i de l'artista plàstica Leila Awada.
Durant la seva infància i adolescència va viatjar en diverses ocasions al costat de la seva mare a Europa i Estats Units, principalment a ciutats com Paris, Londres i Nova York, a la recerca de col·leccions de moda. Després de finalitzar els seus estudis secundaris en un col·legi anglès d'educació bilingüe situat en Belgrano, el ja desaparegut Chester College, va perfeccionar els seus coneixements sobre aquell idioma a Oxford. Tan aviat com va tornar a l'Argentina, es va involucrar activament en el negoci familiar, una empresa tèxtil forjada pel seu pare des de la dècada del 60. Als 23 anys, va contreure matrimoni amb Gustavo Capello, de qui es divorciaria anys més tard. Després, entaularia una relació amb el comte belga Bruno Laurent Barbier, a qui havia conegut en un vol de Air France i la fortuna del qual s'estima que ronda els 400 milions d'euros. Malgrat haver viscut junts durant gairebé deu anys, mai es van casar, però van tenir una filla a la qual van cridar Valentina.
Juliana i el president electe Maurici Macri tenien amics en comú i van començar la seva relació en 2009. Van contreure matrimoni el 16 de novembre de 2010 i fruit d'aquesta unió va néixer Antonia l'any 2011.